# Scotopteryx junctata
Scotopteryx junctata là một loài bướm đêm trong họ Geometridae.